# Vòng găng

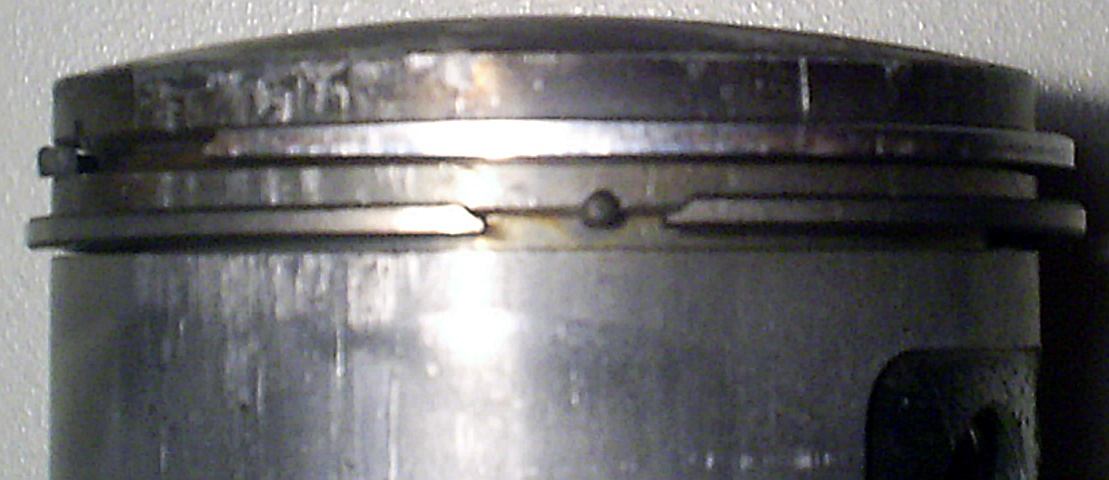
Hai vòng găng được gắn trên piston động cơ hai kỳ. Vòng găng bên dưới có khoảng hở.

Vòng găng hay còn gọi là xéc măng, séc măng (từ tiếng Pháp: segment de piston; tiếng Anh: piston ring), là một vòng kim loại hở được gắn với đường kính ngoài của piston trong động cơ đốt trong hoặc động cơ hơi nước.
Vòng găng có nhiệm vụ làm kín buồng đốt, ngăn không cho khí cháy lọt xuống các-te động cơ và ngăn không cho dầu nhờn lọt vào buồng đốt. Ngoài ra, vòng găng cũng đóng vai trò quan trọng trong quá trình truyền nhiệt từ phần đỉnh piston sang thành xi lanh. Khoảng 70% trong tổng nhiệt lượng mà đỉnh piston nhận sẽ được truyền qua vòng găng. Vòng găng còn giúp điều chỉnh mức tiêu thụ dầu động cơ bằng cách gạt dầu từ thành xi lanh trở lại ngăn chứa dầu hoặc cácte.